# Đại Hùng, Sầm Sơn
Đại Hùng là một xã ven biển thuộc thành phố Sầm Sơn, tỉnh Thanh Hóa, Việt Nam.

## Địa lý
Xã Đại Hùng nằm ở cực nam thành phố Sầm Sơn, có vị trí địa lý:
- Phía đông giáp Biển Đông
- Phía tây và phía nam giáp huyện Quảng Xương
- Phía bắc giáp phường Quảng Vinh và xã Quảng Minh.

Xã Đại Hùng có diện tích tự nhiên 6,05 km², quy mô dân số năm 2022 là 14.295 người, mật độ dân số đạt 2.363 người/km². Dân cư sinh sống tại Đại Hùng chủ yếu là người Kinh.

## Hành chính
Xã Đại Hùng được chia thành 11 thôn: 1, 2, 3, 4, 5, 6, Hòa Đông, Huệ Nghiêm, Kênh Lâm, Phú Xá, Thủ Phú.

## Lịch sử
Địa bàn xã Đại Hùng hiện nay trước đây vốn là hai xã Quảng Đại và Quảng Hùng thuộc thành phố Sầm Sơn.
Vào đầu thế kỷ XIX, vùng đất các xã Quảng Đại, Quảng Hùng thuộc tổng Thủ Hộ, huyện Quảng Xương, phủ Tĩnh Gia, nội trấn Thanh Hóa.
Sau năm 1945, xã Quảng Đại thuộc xã Tây Hồ còn xã Quảng Hùng là xã Nguyễn Trãi, cùng thuộc huyện Quảng Xương. Năm 1948, sáp nhập 3 xã Lê Lợi, Nguyễn Trãi, Tây Hồ thành xã Quảng Hải. Đến năm 1954, tách xã Quảng Hải thành 5 xã: Quảng Đại, Quảng Giao, Quảng Hải, Quảng Hùng, Quảng Nhân; các xã Quảng Đại, Quảng Hùng cùng thuộc huyện Quảng Xương.
Ngày 15 tháng 5 năm 2015, Ủy ban Thường vụ Quốc hội ban hành Nghị quyết số 935/NQ-UBTVQH13, sáp nhập hai xã Quảng Đại, Quảng Hùng vào thị xã Sầm Sơn (từ năm 2017 là thành phố Sầm Sơn).
Năm 2018, xã Quảng Đại có 9 thôn, xã Quảng Hùng có 10 thôn. Ngày 11 tháng 7 cùng năm, Hội đồng nhân dân tỉnh Thanh Hóa khóa XVII thông qua Nghị quyết về việc sắp xếp thôn, tổ dân phố trên địa bàn tỉnh. Theo đó:
- Xã Quảng Đại: nhập thôn 1 và thôn 2 thành thôn Huệ Nghiêm, nhập thôn 3 và thôn 5 thành thôn Hòa Đông, nhập thôn 4 và thôn 6 thành thôn Kênh Lâm, nhập thôn 8 và một phần thôn 7 thành thôn Thủ Phú, nhập thôn 9 và phần còn lại của thôn 7 thành thôn Phú Xá;
- Xã Quảng Hùng: nhập một phần thôn 2 vào thôn 1, nhập thôn 3 vào phần còn lại của thôn 2, nhập thôn 4 và một phần thôn 5 thành thôn 3, nhập thôn 6 và phần còn lại của thôn 5 thành thôn 4, nhập các thôn 7, 8 thành thôn 5, nhập các thôn 9, 10 thành thôn 6.

Sau sắp xếp, xã Quảng Đại có 5 thôn, xã Quảng Hùng có 6 thôn.
Năm 2022, xã Quảng Đại có diện tích 2,11 km², dân số là 7.054 người, mật độ dân số đạt 3.343 người/km², xã Quảng Hùng có diện tích 3,94 km², dân số là 7.241 người, mật độ dân số đạt 1.838 người/km².
Ngày 24 tháng 10 năm 2024, Ủy ban Thường vụ Quốc hội thông qua Nghị quyết số 1238/NQ-UBTVQH15 (có hiệu lực từ ngày 1 tháng 1 năm 2025). Theo đó, nhập toàn bộ diện tích và dân số của xã Quảng Đại và xã Quảng Hùng thành xã Đại Hùng.